# Чиксереда (хоккейный клуб)
Хоккейный клуб «Чиксереда» (рум. HC Miercurea Ciuc, венг. HSC Csíkszereda) — команда по хоккею с шайбой из города Меркуря-Чук. Основан в 1929 году. Название команды — венгерское название города Меркуря-Чук, в котором венгерское население составляет абсолютное большинство.

## История
Хоккей пришёл в Меркуря-Чук в 1929 году, когда несколько человек из этого города, увидев фильм о хоккейном матче, решили создать свой собственный клуб. В том же году хоккейная секция клуба «Бухарестский Теннисный Клуб Румынии» пригласила команду из Меркуря-Чук сыграть в  товарищеском матче, который закончился со счётом 4:0 в пользу хозяев. В 1931 году состоялся матч-реванш в Меркуря-Чук. Первый матч выиграли гости 4:0, ещё один матч закончился вничью 1:1.
В 1933 году команда стартовала в Румынской хоккейной лиге, но из-за проблем с финансированием не смогла составить достойной конкуренции клубам из Бухареста.
Во время Второй мировой войны команда выступала в Венгерской хоккейной лиге. После войны «Чиксереда» вернулась в румынскую лигу. 
Свой первый титул клуб выиграл в 1949 году, завоевав золото Румынской хоккейной лиги. В 1971 году в Меркуря-Чук был построен Ледовый дворец. Он получил название в 1999 году, в честь основателя и легенды клуба Лайоша Вакара. Кроме того, клуб является одним из лидеров Эрсте лиги.

## Достижения
- Румынская хоккейная лига:
  - Победители (17) : 1949, 1952, 1957, 1960, 1963, 1997, 2000, 2004, 2007, 2008, 2009, 2010, 2011, 2012, 2013, 2018, 2022

- Кубок Румынии по хоккею
  - Обладатели (16) : 1950, 1952, 1995, 2001, 2003, 2006, 2007, 2009, 2010, 2011, 2014, 2016, 2018, 2019, 2020, 2022

- Эрсте Лига:
  - Победители (4) : 2011, 2020, 2021, 2022

## Название клуба
В разные годы клуб назывался:
- SC Miercurea Ciuc (1929—1945)
- Avîntul IPEIL Miercurea Ciuc (1945—1957)
- Recolta Miercurea Ciuc (1957—1960)
- Voința Miercurea Ciuc (1960—1973)
- SC Miercurea Ciuc (1973—2010)
- HSC Csíkszereda (после 2010)

## Состав
| №  | Гражданство | Позиция | Имя                   |
| -- | ----------- | ------- | --------------------- |
| 25 | Румыния     | В       | Геллерт Рацкаш        |
| 35 | Румыния     | В       | Роберт Фюлёп          |
| 36 | Словакия    | В       | Станислав Козуч       |
| 9  | Словакия    | З       | Йозеф Храбу           |
| 12 | Румыния     | З       | Хуба Борс             |
| 13 | Румыния     | З       | Аттила Гога           |
| 15 | Румыния     | З       | Ботонд Флинта         |
| 17 | Чехия       | З       | Альбин Подставек      |
| 18 | Румыния     | З       | Эндре Коса            |
| 33 | Румыния     | З       | Саболч Папп           |
| 74 | Румыния     | З       | Саболч Мольнар        |
| 88 | Румыния     | З       | Истван Нагу           |
| 7  | Румыния     | Н       | Шолт Мольнар          |
| 20 | Румыния     | Н       | Тихомир Бесще         |
| 21 | Румыния     | Н       | Эде Михалу            |
| 22 | Румыния     | Н       | Левенте Петер         |
| 23 | Румыния     | Н       | Эрвин Молдован        |
| 27 | Румыния     | Н       | Саболч Сёщ            |
| 28 | Румыния     | Н       | Даниель Транча        |
| 31 | Чехия       | Н       | Новак Вацлав          |
| 40 | Румыния     | Н       | Аттила Балинт         |
| 55 | Словакия    | Н       | Любомир Харташ        |
| 71 | Румыния     | Н       | Отто Биро             |
| 77 | Румыния     | Н       | Ксанад Вираг          |
| 85 | Румыния     | Н       | Маджор Тивадар Петрес |
| 91 | Румыния     | Н       | Тамаш Биро            |
| ?  | Казахстан   | Н       | Илья Соларёв          |
| ?  | Россия      | Н       | Максим Потапов        |
| 72 | Россия      | Н       | Андрей Таратухин      |